# Lijst van afleveringen van Levenslied
Dit is een lijst met afleveringen van de Nederlandse televisieserie Levenslied. De serie werd in 2011 voor het eerst uitgezonden.

## Serieoverzicht
| Seizoen | Afleveringen | Uitgezonden NL                  |
| ------- | ------------ | ------------------------------- |
| 1       | 10           | 20 januari 2011 – 24 maart 2011 |
| 2       | 10           | 8 april 2013 – 10 juni 2013     |

## Seizoen 1
Seizoen 1 van Levenslied werd begin 2011 in Nederland uitgezonden
| 1 | Crematie          | 20 januari 2011  | 1.01 |
| Betty wil graag haar achtjarige zoontje Bobby weer zien, na al die jaren dat ze gezeten heeft. Op zijn de verjaardag gaat Betty in een impuls toch naar zijn school met een kadootje. Daar wordt ze tegengehouden door haar schoonvader die niet wil dat Bobby zijn moeder ineens ontmoet. Dylan vraagt zijn moeder op haar sterfbed wie zijn vader was, maar hij krijgt geen antwoord. Om hem te troosten komt het zangkoor als verrassing zingen op haar crematie. Zelfs de nieuwe bariton, Lucas, een bankier, is van de partij. Dylan gaat na de crematie van zijn moeder naar een prostituee, maar het duurt de pooier te lang en die gooit hem ruw de straat op, waarbij een lamp sneuvelt. Elske wil ook graag weer komen zingen tijdens de repetities, maar haar man maakt het haar erg moeilijk om de donderdagavond vrij te maken. Boutros heeft moeite met Lucas, de nieuweling in zijn groep, maar Lucas windt hem om zijn vinger met een liedje van Sonneveld. Madee neemt Thomas mee naar een dure villa die ze als makelaar moet verkopen. Stiekem bouwen ze 's nachts een feestje en belanden in het zwembad. Omdat ze deur laten dichtvallen, gaat het alarm af en komt de politie langs. |                   |                  |      |
| 2 | Dossier           | 27 januari 2011  | 1.02 |
| De ouders van Thomas hebben het niet breed en voor hen is de caravan hun zomervakantie. Nu het stageld verdubbeld is, gaat dat niet meer. Maar zijn vader wil niet geholpen worden. Zeker niet door Thomas – die stiekem probeert toch het stageld te betalen. Na een ruzie steekt zijn vader de caravan in de fik. Jeroen wordt als fiscaal jurist opgezadeld met een twijfelachtig dossier van een aantrekkelijke zakenvrouw. Zowel zijn baas als zijn moeder zitten op zijn nek, blijkt tijdens een dinertje. Lieke, de vrouw van Jeroen, kiest de kant van haar man. Betty praat met haar schoonouders en mag haar zoontje Bobby ontmoeten. Het eerste contact tussen moeder en zoon is aftastend. Betty is blij, maar beseft dat er een lange weg te gaan is. Elske probeert lucht in haar leven te krijgen. Via Madee regelt ze een werkruimte voor Nicolai in een leegstaand kantoorgebouw. Om dit te betalen wil Elske wekelijks het kantoor van Madee schoonmaken, maar dat verzwijgt ze voor Nicolai. |                   |                  |      |
| 3 | Orde              | 3 februari 2011  | 1.03 |
| Lucas komt bij Dylan thuis en ziet de uitgebreide glasverzameling. Dylan bekent dat een pooier geld van hem eist. Lucas helpt Dylan om deze kwestie op te lossen. Dylan maakt ondertussen beter kennis met zijn buurvrouw Yildiz. Jeroen voelt zich gevangen in zijn huwelijk, zijn werk en zijn familie. Hij laat zich verleiden door Nathalie, de cliënte met het fiscaal twijfelachtige dossier. Jeroen weet dat zijn bestaan op glad ijs komt en reageert zich af op zijn vrouw Lieke. Boutros kan moeilijk orde houden op de VMBO-school waar hij Nederlands geeft. In de klas loopt het uit de hand, waar hij de schuld van krijgt. Het hoofd van de school, Clemens, drukt hem op het hart het rustig aan te doen. Madee verkoopt de grote villa en krijgt een bonus. Dat wil ze vieren, maar niemand heeft tijd voor haar, zelfs Thomas niet. Bobby komt voor het eerst een dagje langs bij Betty. Dat gaat niet allemaal goed. Later wordt de onzekere Betty door Sahar gerustgesteld. Het begin van contact is er. |                   |                  |      |
| 4 | Betrapt           | 10 februari 2011 | 1.04 |
| Docent Nederlands Boutros wordt op school in elkaar geslagen door de vader van leerling Jasmijn, omdat Jasmijn geklaagd heeft over Boutros. Rector Clemens stuurt de verslagen Boutros weg. Boutros trekt zich terug in de bibliotheek met de bibliothecaresse Godeke en de poëzie en komt ten slotte dronken aan bij Betty. Jeroen laat zijn baas tekenen voor de riskante fiscale constructie van Nathalie, een cliënte met wie hij intussen een verhouding heeft. Zijn vrouw Lieke voelt nattigheid. Bobby is weer een dagje bij Betty en ze bekijken foto’s van vroeger. Bobby gooit cola over de foto van Bert, zijn vader en de ex van Betty. Die avond staat Betty's ex ineens voor haar neus…. Thomas neemt zijn moeder stiekem een dagje mee uit op de boot, zodat ze nog eens buiten komt nu de caravan er niet meer is. Zijn vader ziet hen thuiskomen. Nicolai betrapt Elkse terwijl ze het kantoor van Madee aan het schoonmaken is. Hij wil dit niet en zegt de werkruimte op. Thuis is het daarom weer als van ouds. |                   |                  |      |
| 5 | Familiefeest      | 17 februari 2011 | 1.05 |
| Het koor zingt op een Moluks familiefeest van Madee. Haar vader is letterlijk en figuurlijk de weg kwijt. Madee en Thomas gaan hem zoeken. Bert komt bij Betty langs met een grote bos rozen. Hij wil weer een gezin worden met Bobby, maar de tijd in de gevangenis kan Betty niet vergeten. Betty gooit Bert met rozen en al haar huis uit. Lucas, die op weg is naar Betty, ziet dat. Op zijn beurt bekent Lucas dat hij de vader van Dylan is. Betty vindt dat hij dit aan Dylan moet vertellen. De buurvrouw van Dylan, Yildiz, zoekt toenadering tot Dylan. Lieke vermoedt dat Jeroen vreemdgaat. Daarom gaat ze tijdelijk op het koor, want misschien zit die vrouw daar ook op? Jeroen is verbijsterd als hij opeens met zijn vrouw een duet moet zingen. Elske verkoopt tijdens de naailes onverwacht een jurkje en besluit serieuzer door te gaan met ontwerpen. Bibliothecaresse Godeke zoek toenadering tot docent Nederlands Boutros, maar hij zit met zijn schorsing in zijn maag. |                   |                  |      |
| 6 | Kiezen            | 24 februari 2011 | 1.06 |
| Het gaat heel goed met het kledingontwerpen van Elske en Leyla. Elske haalt een modeontwerper over om te komen kijken naar een presentatie. Maar op dat belangrijke moment in haar leven kiest ze er toch voor om de depressieve Nicolai te helpen. Jeroen denkt een echte verhouding te hebben, maar als de fiscale constructie rond is, verbreekt Nathalie het contact. Jeroen slaapt in het park. Lucas neemt Dylan mee naar een glasblazerij. Maar dan vlucht Dylan voor alles wat hij niet wil weten. Hij pakt een koffer en vertrekt. Met hulp van Yildiz vindt Lucas Dylan bij de bushalte waar ze ruzie maken. Wat wil Lucas nou van hem? Madee koopt voor zichzelf en haar vader twee tickets naar Ambon. Dan kan hij zijn geboorteland laten zien voor het te laat is. Bert gaat met Betty en hun zoontje Bobby naar het circuit van Zandvoort. Dat lijkt goed te gaan totdat Bobby ineens een jongetje in elkaar slaat. Betty heeft bedenkingen bij de invloed van Bert op Bobby. |                   |                  |      |
| 7 | Hulp              | 3 maart 2011     | 1.07 |
| Thomas denkt Elske door Nicolai wordt geslagen en gaat bij hen langs. Dat wordt een puinhoop. Een man die door de bank van Lucas is geruïneerd, pleegt voor zijn ogen zelfmoord. Lucas gaat langs bij het bedrijf en laat zich door de gefrustreerde arbeiders in elkaar slaan. Lucas is in de war en vertelt Dylan eindelijk dat hij zijn vader is en waarom Dylan dit niet wist. Dylan wordt woest en eist dat Lucas van het koor afgaat. Bobby is in zijn eentje met de bus naar Betty gegaan en maakt daar problemen. Betty maakt het uit met Bert. Ze wil voor Bobby kiezen en ze gelooft niet in het gezinnetje. Boutros wordt ontslagen. Boutros vindt troost bij Godeke. Jeroen biedt juridische hulp aan, tegen de wil van zijn baas. Lieke neemt het voor Jeroen op, tegen zijn moeder en baas in. Dat schept een hernieuwde band. |                   |                  |      |
| 8 | Turkse Avond      | 10 maart 2011    | 1.08 |
| Het zangkoor gaat optreden op een Turkse culturele avond. Yildiz helpt Dylan bij het instuderen van een Turks lied. Haar oom Can wil weten wat Dylan van Yildiz wil. De Turkse avond is een succes, maar de toenadering tot Yildez vlot niet. Ten einde raad belt hij Lucas, zijn vader - en ten slotte valt Yildiz in zijn armen. Madee is terug uit Ambon en heeft besloten voor zichzelf te willen beginnen. Ze mag een paar ‘moeilijke pandjes’ verkopen op provisiebasis, zoals een oud vervallen landhuis. Jeroen helpt Boutros met een riante afvloeiingsregeling. Maar Boutros had liever willen lesgeven. Jeroens baas vindt dit kruimelwerk, waarop Jeroen onverwacht ontslag neemt. Lucas wordt door zijn superieuren aangesproken op zijn merkwaardige gedrag: je laat je als CEO niet in elkaar slaan. Lucas laat zich echter niet wegsturen. Thomas neemt zijn moeder mee naar zijn eigen dokter. Dat is voor vader de druppel die de emmer doet overlopen en hij verschanst zich boven in zijn oude kraan op de werf waar hij vroeger werkte. Thomas moet hem daar komen halen. Bert neemt Bobby mee voor een paar dagen. Hij zegt naar België, maar daar zijn ze niet…. |                   |                  |      |
| 9 | Goede bedoelingen | 17 maart 2011    | 1.09 |
| Bert is met Bobby op stap en Betty is ongerust. Als er eindelijk contact is dreigt Bert nooit meer terug te komen. Betty besluit naar de politie te gaan om te getuigen dat Bert de hoofdschuldige is in de zaak waarvoor zij veroordeeld is. En dan is Bobby opeens terug. De man van Elske, Nicolaï, blijkt de compositie-opdracht te hebben gewonnen. Elske had de snippers gelijmd en opgestuurd. Daar is Nicolaï boos over. Elske kan hem niet meer volgen en zegt dat het voorbij is tussen hen. Thomas troost haar en neemt Elske en haar kinderen mee op een dagje uit met zijn ouders. Madee raakt opgesloten in het grote huis dat ze wilde verkopen en krijgt een idee: ze wil dit huis zelf kopen! Jeroen wil verhuizen en alle banden met zijn moeder verbreken. Lieke wil dit soort dingen samen beslissen. Yildiz vindt dat Dylan de kwestie met zijn vader moet oplossen. Lucas vertelt Dylan hoe het gegaan met zijn moeder. Ze verstrooien samen de as en Lucas mag weer op het koor. Jasmijn, het meisje waardoor Boutros zijn baan is kwijtgeraakt, staat ineens voor zijn neus. Ze heeft zijn hulp nodig. Boutros regelt opvang en praat met de vader. Hij kan nu echt een mentor voor haar zijn. |                   |                  |      |
| 10 | Korendag          | 24 maart 2011    | 1.10 |
| Het zangkoor gaat zingen op Korendag en dat doet de spanning hoog oplopen tijdens de repetitie. Vooral Boutros is nerveus. En Madee wil geen vestje van Elske aan. Jeroen en Lieke zijn in hun nieuwe kleine kale woninkje en besluiten er wat moois van te gaan maken. Moeder legt zich er bij neer. Boutros neemt Godeke duur mee uit eten. Godeke drinkt te veel en wil Boutros kussen. De volgende dag komt Boutros langs in de bibliotheek. Hij wil wel vrienden blijven met Godeke, maar wel ‘gewoon’ vrienden. Thomas gaat met een roos bij Elske langs. Maar Elske vindt het nog te vroeg. Op Korendag komt Nicolai op de kinderen passen. Madee heeft een exploitatie-plan voor het grote huis. Yildiz wil bij Dylan blijven slapen. Maar het bed is te klein. Dus gaan ze een nieuw bed kopen. Het is wel een bouwpakket. Bobby vertelt over de reis met Bert. ’s Nachts in een boot op zee. Betty weet dat dat niet veel goeds betekent. Bert weet dat ze gepraat heeft bij de politie en dat hij dus gezocht zal worden. Het loopt uit op een ruzie. Bert wil Bobby meenemen en Betty slaat hem van de trap… Op Korendag worden ze in de voorronde afgemaakt. Madee wordt woest, de rest springt bij en ze komen toch in de finale. Bijna stort Betty in door de kwestie met Bert, maar Lucas spreekt haar moed in: 'het gaat nu om het koor. Houd vol!' |                   |                  |      |

## Seizoen 2
Seizoen 2 van Levenslied werd in 2013 in Nederland uitgezonden
| 1 |  | 8 april 2013  | 2.01 |  |  |
| Betty wil dat Bobby voortaan bij haar komt wonen, alleen daar wil haar ex-schoonmoeder Saskia Landgraaf niets van weten. De producer van Edsilia Rombley is geïnteresseerd in het arrangement van Ain’t No Mountown High Enough, maar er is onenigheid over de gage. Elske vertelt haar dochtertje welke beslissing haar vader heeft genomen. Thomas vraagt of zijn moeder wil oppassen op de kinderen van Elske en zij wil weten of ze iets samen hebben. Lucas brengt een bezoek aan zijn zoon Dylan en vriendin Yildiz en probeert het ijs te breken met iets moois voor aan de wand. |  |               |      |  |  |
| 2 |  | 15 april 2013 | 2.02 |  |  |
| Elske solliciteert naar een baan als caissière bij de plaatselijke supermarkt. Thomas en Elske draaien om elkaar heen en uiteindelijk stelt Elske een proefverkering voor. Madee is failliet en is ook het pensioengeld van haar ouders kwijt. Haar moeder laat haar weten dat ze voorlopig beter niet langs kan komen. De subsidie van het koor wordt mogelijk ingetrokken, waardoor de mogelijkheden van sponsoring worden bekeken. Lieke wil graag een kind, maar daar denkt Jeroen heel anders over. Boutros krijgt het advies van zijn loopbaancoach om een lange wandeling te maken en zijn hoofd leeg te maken. |  |               |      |  |  |
| 3 |  | 22 april 2013 | 2.03 |  |  |
| Lucas en Dylan gaan kamperen om hun vader/zoon-relatie een beetje op weg te helpen. Alleen loopt een en ander niet zoals gehoopt. Jeroen wil niet dat het koor optreedt tijdens het verjaardagsfeest van zijn moeder Hanneke. Als hij later toegeeft, vertelt hij tijdens het optreden de waarheid over zijn moeder. Lieke vertelt Hanneke dat ze graag nieuw leven in de familie had willen brengen, maar die laat weten nog lang geen oma te willen zijn. Jeroen doet Ferdinand D’outremont een zakelijk voorstel. Chris zegt Betty dat Bobby wat achterloopt, waarna Betty Boutros inschakelt voor wat bijlessen. |  |               |      |  |  |
| 4 |  | 29 april 2013 | 2.04 |  |  |
| Elske blijft bij Thomas slapen, maar blijkt daar nog niet helemaal klaar voor te zijn. Het gedrag van Madee wordt onhoudbaar en wordt het koor uitgezet. Het etentje bij haar baas Kees Houtman verloopt niet zoals ze had verwacht. Lucas en Betty gaan uit eten en praten na afloop over wat er destijds precies met Bert is gebeurd. Boutros is druk bezig met de flyeractie voor subsidiebehoud van het koor en vraagt Lucas om een baan. |  |               |      |  |  |
| 5 |  | 6 mei 2013    | 2.05 |  |  |
| Thomas gaat op de werf met een groep jongens een sloep maken, maar Nico zorgt voor problemen. Later wordt Thomas gebeld omdat er een ongeluk is gebeurd waar een paar jongens uit de groep bij betrokken zijn. Hij treft Nico bloedend naast de auto. Nu de subsidie voor het koor mogelijk wordt stopgezet, bekijkt Betty andere mogelijkheden om haar brood te verdienen. Ze heeft contact met Oswald Kroon van het Projectkoor. Ze trekt zich echter terug als blijkt dat ze met het koor naar Toulouse moet en kiest voor Bobby. Jeroen toont Lieke zijn nieuwe Britse sportwagen en stranden even later. Lieke weet wel iets om de tijd te doden tot hulp arriveert. Lucas hoort dat de bank problemen heeft met ICT en schakelt Dylan in. Elske krijgt ruzie met haar baas en stapt op.                                                                                  |  |               |      |  |  |
| 6 |  | 13 mei 2013   | 2.06 |  |  |
| Madee heeft vernomen dat het koor behoefte heeft aan een mannelijke kopstem en gaat op zoek. Ze komt terecht bij Mark Bakker, die wel mee wil doen, omdat hij Madee leuk vindt. Madee mag, na excuses te hebben gemaakt, terugkeren bij het koor. De ICT-klus op de bank bezorgt Dylan veel stress. Ferdinand D’outremont laat Jeroen weten zijn zaak bij hem weg te halen en tevens andere klanten mee te nemen. Even later vertelt Lieke Jeroen dat ze in verwachting is, waarna Jeroen Ferdinand nog een keer om uitleg vraagt en hem vertelt dat zijn timing niet slechter kon. De nieuwe baan van Boutros op het reisbureau loopt niet zoals gehoopt. |  |               |      |  |  |
| 7 |  | 20 mei 2013   | 2.07 |  |  |
| Jeroen ontdekt dat zijn moeder Hanneke achter het feit zit dat Ferdinand zich heeft teruggetrokken uit zijn zaak. Boutros krijgt ruzie met danslerares Laura de Vries. Elske gaat aan de slag in het naaiatelier, waar Thomas haar treft. Later ontmoet hij de eigenaar van het atelier, die hem vertelt dat de huurder is opgestapt. Thomas kent wel iemand die mogelijk interesse heeft. Lucas vraagt Dylan bij zijn ontslaggesprek aanwezig te zijn en Dylan vraagt later of zijn vader komt kijken bij een worstelwedstrijd waaraan hij meedoet. |  |               |      |  |  |
| 8 |  | 27 mei 2013   | 2.08 |  |  |
| Jeroen komt erachter dat zijn moeder betrokken is geweest bij een duistere zaak over poedermelk die nooit verhandeld had mogen worden. Dit is toch gebeurd in Afrika, waardoor veel kinderen gehandicapt zijn geworden. Hij besluit uiteindelijk zijn bevinden door te spelen aan de krant. Betty doet haar best om in aanmerking te komen voor het potje Bijzondere Projecten van de gemeente. Ze krijgt bezoek van Cindy die haar gevangenisstraf heeft uitgezeten en Betty nu om hulp vraagt. Van Chris krijgt ze te horen dat Bobby in de fietsenstalling op school fikkie heeft gestookt. Als Chris later Betty bezoekt, volgt een hartstochtelijke kus. Lucas gaat bij Dylan en Yildiz eten en barst in tranen uit wanneer blijkt dat ze naar Ankara vertrekken. Elske vraagt Thomas aanwezig te zijn bij een groente- en fruitvoorstelling op school van haar kinderen. |  |               |      |  |  |
| 9 |  | 3 juni 2013   | 2.09 |  |  |
| Thomas vertelt zijn moeder dat hij Elske ten huwelijk wil vragen, waarna zij hem de verlovingsring van zijn oma geeft. Deze laat Thomas op zijn boot in het water vallen Dylan en Yildiz vertrekken naar Turkije en laten Lucas in tranen achter. Betty probeert Chris in te lichten over haar verleden maar kan dat niet. Bobby vindt pillen achter de bar die Cindy daar verstopt heeft, waarna een confrontatie tussen Betty en Cindy volgt. Madee realiseert zich dat ze eigenlijk te oud is voor Mark en stort haar hart uit bij Kees, die zich maar al te graag ontfermt over haar. Lucas wijst een zakelijk voorstel van Bernhard Thomese en zijn dochter Bianca af. |  |               |      |  |  |
| 10 |  | 10 juni 2013  | 2.10 |  |  |
| |  |               |      |  |  |